# Mitropapokal 1940
Der Mitropapokal 1940 war die 14. und vor der kriegsbedingten Unterbrechung letzte Auflage des internationalen Cupwettbewerbs und stand im Zeichen der deutschen Expansionspolitik im Zuge des Zweiten Weltkrieges. Neben den Klubs aus Österreich waren nun auch die Klubs aus dem Protektorat Böhmen und Mähren an der Teilnahme gehindert. Die Italiener verzichteten aufgrund des Zweiten Weltkrieges. So nahmen nur Klubs aus Ungarn, Jugoslawien und Rumänien teil, so dass wie im Vorjahr mit dem Viertelfinale begonnen wurde. Es handelte sich wie in den Jahren zuvor um die Meister, Vizemeister bzw. Cupsieger der jeweiligen Länder. Die Teilnehmer spielten im reinen Pokalmodus mit Hin- und Rückspielen. Bei Gleichstand nach zwei Spielen wurde ein Entscheidungsspiel durchgeführt.
Ferencváros Budapest erreichte zum vierten Mal in Folge und insgesamt zum sechsten Mal das Finale, was Rekord bedeutete. Aufgrund der sich verschärfenden Kriegssituation wurden die beiden Finalspiele nicht mehr ausgetragen. An eine Fortsetzung des Wettbewerbs in den Kriegsjahren war nicht zu denken. Nach den bisher vorliegenden statistischen Daten wurde der Ungar György Sárosi von Ferencváros Budapest mit fünf Treffern Torschützenkönig.

## Viertelfinale
Die Hinspiele fanden am 17., 18. und 19., die Rückspiele am 23., 24., 22. und 23. Juni 1940 statt.
|                          | Gesamt |                      | Hinspiel | Rückspiel |
| ------------------------ | ------ | -------------------- | -------- | --------- |
| Hungaria FC MTK Budapest | 1:5    | Rapid Bukarest       | 1:2      | 0:3       |
| Beogradski SK            | 4:0    | ASC Venus Bukarest   | 3:0      | 1:0       |
| HŠK Gradanski Zagreb     | 5:0    | Újpest FC            | 4:0      | 1:0       |
| FK Slavija Sarajevo      | 04:11  | Ferencváros Budapest | 3:0      | 01:11     |

## Halbfinale
Die Hinspiele fanden am 30. Juni, die Rückspiele am 7. Juli 1940 statt.
|                      | Gesamt |                      | Hinspiel | Rückspiel |
| -------------------- | ------ | -------------------- | -------- | --------- |
| Beogradski SK        | 1:2    | Ferencváros Budapest | 1:0      | 0:2       |
| HŠK Gradanski Zagreb | 0:0    | Rapid Bukarest       | 0:0      | 0:0       |

### Entscheidungsspiel
Das Spiel fand am 10. Juli 1940 statt.
|                      | Ergebnis        |                |
| -------------------- | --------------- | -------------- |
| HŠK Gradanski Zagreb | (L)1:1 n. V.(L) | Rapid Bukarest |

## Finale
|                      | Ergebnis |                |
| -------------------- | -------- | -------------- |
| Ferencváros Budapest | 1-:-1    | Rapid Bukarest |

1 Aufgrund der sich verschärfenden Kriegssituation wurden die beiden Finalspiele nicht mehr ausgetragen.

## Beste Torschützen
| Rang | Spieler              | Klub                 | Tore |
| ---- | -------------------- | -------------------- | ---- |
| 1    | György Sárosi        | Ferencváros Budapest | 5    |
| 2    | Károly Finta         | Ferencváros Budapest | 3    |
|      | Vilim Šipoš          | Rapid Bukarest       | 3    |
|      | Zvonimir Cimermančić | HŠK Gradanski Zagreb | 3    |